# Хуан де Фука (проток)
Хуан де Фука (на английски: Strait of Juan de Fuka) е проток в североизточната част на Тихия океан, разделящ американския полуостров Олимпик, в щата Вашингтон на юг от канадския остров Ванкувър, в провинция Британска Колумбия на север. Дължината му от запад на изток е 153 km, минималната ширина – 16,5 km, а максималната дълбочина – 256 m (във входа).
На запад протокът се свързва с откритата част на Тихия океан, като границата се прекарва от нос Карман на остров Ванкувър на север до нос Флатъри на полуостров Олимпик на юг. На изток протокът е заграден от остров Уитби, като югозападно и северно от него чрез протоците Адмиралти и Десепшън протокът Хуан де Фука се свързва със залива Пюджет Саунд на югоизток. На североизток е заграден от архипелага Сан Хуан, като чрез няколко протока между островите се свърза на североизток с протока Джорджия, отделящ остров Ванкувър от континента. Бреговете му са стръмни, на места скалисти. Скоростта на приливните течения е от 4 до 8 km/h. На брега на остров Ванкувър е разположена столицата на канадската провинция Британска Колумбия – град Виктория, а на южния – град Порт Анжелис в американския щат Вашингтон. През протока преминават важни морски пътища за големите пристанища Ванкувър (в Канада), Сиатъл и Такоума (в САЩ).
През 1787 г. английският търговец на ценни животински кожи Чарлз Уилям Бъркли (1759 – 1832) наименува протока в чест на неговия вероятен откривател – испанския мореплавател Хуан де Фука (1536 – 1602). От 1789 до 1791 г. участниците в комплексната испанска експедиция, възглавявана от Хуан Франсиско де ла Бодега и Куадра, детайлно изследват и картират бреговете на протока.